# August Baumgartner
August Baumgartner (ur. 1877, zm. ?) – austriacki strzelec, olimpijczyk i mistrz świata.

## Kariera
Uczestnik Letnich Igrzysk Olimpijskich 1924, gdzie wystąpił w 2 konkurencjach. Indywidualnie osiągnął 29. miejsce w trapie, a z drużyną zajął 6. pozycję.
Podczas swojej kariery Baumgartner zdobył przynajmniej 2 medale na mistrzostwach świata w strzelaniu do rzutków. Podczas turnieju w 1931 roku został indywidualnym brązowym medalistą w trapie, przegrywając wyłącznie z Józefem Kiszkurno i Sándorem Lumniczerem. Zdobył także złoty medal w zawodach drużynowych (wraz z Otto Czerninem i Hansem Mühlbauerem). 

## Wyniki

### Igrzyska olimpijskie
| Igrzyska   | Konkurencja     | Wynik                           | Miejsce | Źródło |
| ---------- | --------------- | ------------------------------- | ------- | ------ |
| Paryż 1924 | Trap            | 88 pkt.                         | 29      | [ 1 ]  |
| Paryż 1924 | Trap, drużynowo | 347 pkt. (druż.) 89 pkt. (ind.) | 6       | [ 2 ]  |

### Medale mistrzostw świata
Opracowano na podstawie materiałów źródłowych:
| Mistrzostwa | Konkurencja     | Wynik            | Miejsce |
| ----------- | --------------- | ---------------- | ------- |
| Lwów 1931   | Trap            | 271 pkt.         |         |
| Lwów 1931   | Trap, drużynowo | 705 pkt. (druż.) |         |